# Milan Kollár
Milan Kollár (7. dubna 1943 – leden 2015) byl český fotbalista, obránce a fotbalový trenér.

## Fotbalová kariéra
V československé lize hrál za Spartu Praha, Duklu Banská Bystrica a TJ Sklo Union Teplice. Nastoupil ve 129 ligových utkáních a dal 2 góly. Je dvojnásobným mistrem Československa z let 1965 a 1967 se Spartou Praha. V Poháru mistrů evropských zemí nastoupil v 6 utkáních a Poháru vítězů pohárů nastoupil ve 2 utkáních.

## Ligová bilance
| Ročník                                   | Zápasy | Góly | Klub                   |
| ---------------------------------------- | ------ | ---- | ---------------------- |
| 1. československá fotbalová liga 1963/64 | 5      | 0    | Spartak Praha Sokolovo |
| 1. československá fotbalová liga 1964/65 | 14     | 0    | Sparta Praha           |
| 1. československá fotbalová liga 1965/66 | 11     | 0    | Sparta Praha           |
| 1. československá fotbalová liga 1966/67 | 9      | 0    | Sparta Praha           |
| 1. československá fotbalová liga 1967/68 | 12     | 0    | Sparta Praha           |
| 1. československá fotbalová liga 1968/69 | 12     | 0    | Dukla Banská Bystrica  |
| 1. československá fotbalová liga 1969/70 | 26     | 1    | SU Teplice             |
| 1. československá fotbalová liga 1970/71 | 28     | 1    | SU Teplice             |
| 1. československá fotbalová liga 1971/72 | 12     | 0    | Sparta Praha           |
| CELKEM 1. československá liga            | 129    | 2    |                        |

## Trenérská kariéra
Trénoval mj. AŠ Mladá Boleslav, TJ Sklo Union Teplice a Spartak Hradec Králové.